# Regierungsbezirk Niederbayern und Oberpfalz
Der Regierungsbezirk Niederbayern und Oberpfalz bestand als Regierungsbezirk in Bayern von 1932 bis 1959.

## Geschichte
Die Verwaltungsneugliederung Bayerns von 1817 kannte die Kreise Regenkreis (ab 1838 Oberpfalz und Regensburg) und Unterdonaukreis (ab 1838 Niederbayern). Im Zuge der Staatsvereinfachung wurden zum 1. April 1932 die Regierungen Niederbayerns und der Oberpfalz zusammengelegt. Verwaltungssitz des neu gegründeten „Regierungsbezirks Niederbayern und Oberpfalz“ wurde Regensburg. Zum 15. April 1939 wurde der Regierungsbezirk um bis zum Münchner Abkommen 1938 zur Tschechoslowakei gehörendes Gebiet erweitert. Daraus wurden die Landkreise Bergreichenstein, Markt Eisenstein und Prachatitz gebildet, die 1945 wieder abgetrennt wurden. Mit Inkrafttreten der Bayerischen Verfassung von 1946 (BV) wurden die Regierungsbezirke (Kreise) gemäß Art. 185 BV in der Form von vor 1932/33 formal wiederhergestellt. 1959 wurde entsprechend der Vorgabe des Artikels 185 der Regierungsbezirk Niederbayern (mit seiner Regierung in Landshut) als eigenständiger Regierungsbezirk wiedererrichtet. Gewisse Verbindungen von Niederbayern und der Oberpfalz blieben und bleiben erhalten, so bilden sie einen gemeinsamen Verwaltungsgerichtsbezirk und unterstanden polizeilich bis 2009 einem gemeinsamen Polizeipräsidium Niederbayern/Oberpfalz.

## Regierungspräsidenten
- 1932–1934: Heinrich Wirschinger
- 1934: Franz Schwede
- 1934–1939: Wilhelm von Holzschuher
- 1939–1943: Friedrich Wimmer
- 1943–1945: Gerhard Bommel
- 1945: Ernst Falkner
- 1945–1952: Franz Wein
- 1952–1959: Josef Ulrich